# Wyberton
Wyberton est un village et une paroisse civile du Lincolnshire, en Angleterre.

## Toponymie
Wyberton est un nom d'origine vieil-anglaise. Il fait référence à une ferme (tūn) appartenant soit à un homme nommé Wigberht, soit à une femme nommée Wigburh. Il est attesté pour la première fois sous la forme Wibertune dans le Domesday Book, compilé en 1086.

## Géographie
Wyberton est un village du Lincolnshire, dans les Midlands de l'Est. Il est situé dans le sud-est du comté, dans la région historique des Parts of Holland, juste au sud-ouest de la ville de Boston. Administrativement, il relève du borough de Boston (en).
Le village est traversé par la route A16 (en), grand axe qui relie Grimsby et Peterborough en traversant le Lincolnshire du nord au sud.

## Histoire
Le Domesday Book indique qu'en 1086, vingt ans après la conquête normande de l'Angleterre, le manoir de Wyberton est partagé entre deux barons : le Breton Alain le Roux et le Normand Guy de Craon. Le village compte alors 36 habitants.

## Démographie
Au recensement de 2011, la paroisse civile de Wyberton comptait 3 747 habitants.
| 1801 | 1811 | 1821 | 1831 | 1841 | 1851 | 1881 |
| ---- | ---- | ---- | ---- | ---- | ---- | ---- |
| 477  | 353  | 487  | 530  | 584  | 647  | 646  |

| 1891 | 1901 | 1911 | 1921 | 1931 | 1951  | 1961  |
| ---- | ---- | ---- | ---- | ---- | ----- | ----- |
| 659  | 627  | 653  | 664  | 829  | 1 809 | 2 889 |

| 1971 | 1981 | 1991 | 2001 | 2011  | - | - |
| ---- | ---- | ---- | ---- | ----- | - | - |
| ?    | ?    | ?    | ?    | 3 747 | - | - |

## Culture locale et patrimoine

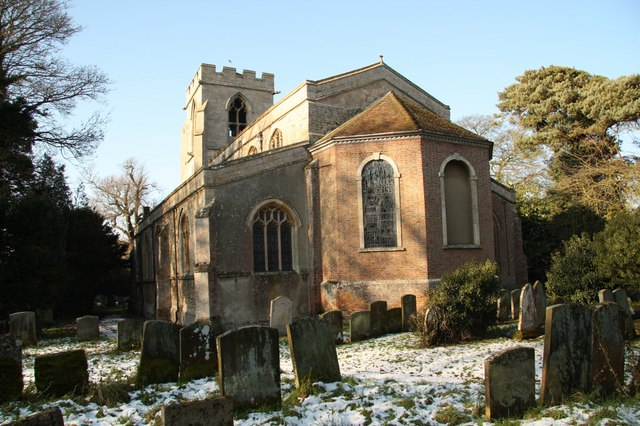
L'église Saint-Léger de Wyberton.

L'église paroissiale de Wyberton est dédiée à saint Léger (Leodegar en anglais). Le bâtiment remonte au XIIe siècle, avec des travaux de reconstruction vers 1420 et en 1760. Restaurée vers 1880 par l'architecte George Gilbert Scott Jr., elle constitue un monument classé de grade I depuis 1967.